# LazyTown
LazyTown (em Portugal: Vila Moleza) é uma série de televisão de comédia musical infantil educativa para crianças produzida originalmente nos Estados Unidos, no Reino Unido e na Islândia, produzida por uma equipe composta por islandeses, estadunidenses e britânicos. É baseada em um livro infantil de 1995 intitulado Áfram Latibær! e foi criado por Magnús Scheving, um campeão de aeróbica que também interpreta o personagem Sportacus na série.
A série foi encomendada pela Nickelodeon em 2003, após a produção de duas peças teatrais e um piloto de teste. Originalmente produzida em inglês americano, o programa foi dublado em mais de trinta idiomas (incluindo o islandês) e exibido em mais de 180 países. O show combina live-action, bonecos e animação CGI, tornando-se uma das mais caras séries já produzidas.
As duas primeiras temporadas (52 episódios) foram produzidas entre 2004 e 2007. Originalmente, foi ao ar no canal Nickelodeon da Viacom nos Estados Unidos e internacionalmente. A Turner Broadcasting System adquiriu a LazyTown Entertainment em 2011.
Foram criados vários projetos de spin-off, incluindo peças de teatro ao vivo e um programa de televisão spin-off para crianças mais novas, intitulado LazyTown Extra.

## Episódios-pilotos
Foram criados vários episódios pilotos para a série: o primeiro, em 2001, foi um extremo fracasso devido às aparências assustadoras dos personagens, e o único ator a participar foi o próprio criador da série,Magnús Scheving.
Já em 2002 participariam três atores, como na série que foi ao ar, o elenco era composto por Shelby Young, Stefán Karl Stefánsson e Magnús Scheving, o episódio piloto também não foi ao ar.
Em 2004, o episódio piloto que foi ao ar, na verdade era para ser o segundo episódio da série, o primeiro episódio seria de outra maneira completamente diferente, mas já tinha o elenco da série que foi realmente ao ar, Julianna Mauriello, Stefán Karl Stefánsson e Magnús Scheving, infelizmente, o episódio também não foi ao ar.
Alguns meses depois a Nickelodeon encomendou o primeiro episódio que realmente foi ao ar (Welcome to LazyTown|Bem Vindos a Vila Moleza [em língua portuguesa]).

## Substituição da personagem “Estefânia”
Em 2008 terminou a segunda temporada da série, e já não pensavam em fazer mais temporadas, até que em 2013, anunciaram mais 2 temporadas para a série, mas com uma pequena diferença, a atriz que iria representar a personagem “Estefânia” era Chloe Lang, Julianna Mauriello não foi incluida no elenco porque a personagem que interpretava tinha 10 anos. Já atriz naquela altura, tinha o dobro da idade, pelo que a opção foi escolher a atriz Chloe Lang.

## Morte de Stefán Karl Stéfansson
O ator morreu em 21 de agosto de 2018, devido a um câncer contra o qual lutava havia anos.

## Origens
Em 1991, Scheving escreveu seu livro, "Áfram Latibær" (em português: "Vai, vai, LazyTown"), em resposta aos pais que perguntavam sobre atividade e nutrição para crianças. Uma edição foi publicada pela editora islandesa Æskan em 1995.
Uma adaptação com o mesmo nome para teatro dirigida por Baltasar Kormákur estreou em 1996. Scheving e Máni Svavarsson foram responsáveis pela trilha sonora.[carece de fontes?]
Cada personagem recebeu uma música específica, por exemplo: Sportacus cantou "Íþróttaálfurinn" ("O elfo dos esportes"), enquanto Goggi Mega (também conhecido como Pixel) cantou a música de mesmo nome. Na cena final da peça de teatro, o elenco inteiro se apresentou com o tema "Áfram Latibær".
No mesmo ano, foi lançado um livro da série LazyTown, sob o título: "Latibær á Ólympíuleikum" ("LazyTown nos Jogos Olímpicos"). Em 1997, foram impressas duas edições de "Latibær Í Vandræðum" ("Problemas em LazyTown"). 
No ano seguinte, Scheving projetou um jogo de tabuleiro inspirado em Latibær chamado "Latador Hvert í Hoppandi", originalmente uma paródia de Monopoly. O jogo era uma combinação de música e atividades. No mesmo ano, foi lançado o álbum de trilha sonora.
A segunda peça de teatro, "Glanni Glæpur í Latabæ" ("Robbie Rotten em LazyTown"), estreou em 1999 e incluíu versões mais finalizadas dos personagens. O personagem Robbie Rotten foi introduzido pela primeira vez.
Nesse período, LazyTown se tornou famoso na Islândia e diversos produtos e serviços foram feitos para promover a franquia, por exemplo: uma estação de rádio infantil com programação de 24 horas e "dinheiro" Latibær, que as crianças poderiam colecionar para receber produtos de saúde como brinde.
Em 2000, os fantoches originais de Jives, Ziggy e Sportacus foram incluídos em um comercial islandês para a empresa "Íslenskt Grænmeti" ("Vegetais Islandeses").
Um episódio teste de LazyTown foi feito em 2002, porém foi cancelado e nunca foi transmitido. A primeira transmissão seria feita em 2004.[carece de fontes?]

## Exibição
Nos Estados Unidos, o show estreou no bloco Nick Jr. da Nickelodeon em 21 de agosto de 2004. A segunda temporada estreou nos Estados Unidos no Nick Jr. em 2006. Também foi ao ar nos Estados Unidos na CBS, de 18 de setembro de 2004 a 9 de setembro de 2006. A série continuaria a ser exibida diariamente no canal Nick Jr. até 17 de julho de 2010.
A série foi transmitida em uma variedade de redes internacionalmente, muitas das quais pertencentes à Viacom Media Networks. A Nickelodeon do Sudeste Asiático levou o programa em onze países. Na Austrália e na Nova Zelândia, é mostrado na Nickelodeon Austrália. Nos Estados Unidos, foi exibido no Nickelodeon, Nick Jr. quadra, e Noggin.
No Brasil, a série foi transmitida inicialmente pelo SBT dentro do Bom Dia & Cia e do Domingo Animado e mais tarde pela Discovery Kids. Foi exibido pelo Boomerang todos os dias às 6 da manhã até 2018. Em Portugal, foi transmitida pela RTP 1, RTP 2 e Canal Panda. Em 2015, foi transmitida em Angola e Moçambique pelo Boomerang e, em 26 de abril de 2018, também foi transmitida em Portugal pelo Boomerang.
A série é exibida em 31 países:
| Países                                                         | Emissoras                                                                                           |                                                                              |
| -------------------------------------------------------------- | --------------------------------------------------------------------------------------------------- | ---------------------------------------------------------------------------- |
| Espanha                                                        | Playhouse Disney La 2 Clan TVE                                                                      |                                                                              |
| Estados Unidos                                                 | Nickelodeon Noggin Nick Jr.                                                                         | 21 de agosto de 2004 - 7 de fevereiro de 2009 23 de julho de 2005 - presente |
| Canadá                                                         | YTV VRAK-TV                                                                                         |                                                                              |
| Islândia                                                       | RÚV Stöð 2                                                                                          | 6 de agosto de 2005 23 de setembro de 2006                                   |
| América Latina                                                 | Discovery Kids América Latina Boomerang América Latina                                              |                                                                              |
| Brasil                                                         | Discovery Kids América Latina e Brasil SBT Boomerang América Latina e Brasil Cartoon Network Brasil |                                                                              |
| Portugal                                                       | RTP1 RTP2 Canal Panda Boomerang                                                                     |                                                                              |
| Angola                                                         | Boomerang                                                                                           |                                                                              |
| Moçambique                                                     | Boomerang                                                                                           |                                                                              |
| Noruega                                                        | Playhouse Disney TV 2                                                                               |                                                                              |
| Irlanda                                                        | RTÉ Two                                                                                             |                                                                              |
| Reino Unido                                                    | CBeebies                                                                                            | 5 de fevereiro de 2005                                                       |
| Finlândia                                                      | Playhouse Disney Nelonen                                                                            |                                                                              |
| Suécia                                                         | Playhouse Disney TV4                                                                                |                                                                              |
| Itália                                                         | Playhouse Disney Disney In English RaiTre                                                           |                                                                              |
| Alemanha                                                       | Super RTL                                                                                           |                                                                              |
| Indonésia                                                      | Global TV                                                                                           |                                                                              |
| Filipinas                                                      | Nick Jr.                                                                                            |                                                                              |
| Dinamarca                                                      | Disney Junior TV 2                                                                                  |                                                                              |
| Nova Zelândia                                                  | Nickelodeon                                                                                         |                                                                              |
| Bélgica                                                        | Ketnet                                                                                              |                                                                              |
| França                                                         | France 3 Piwi Disney Junior Boing                                                                   |                                                                              |
| Romênia Hungria República Tcheca Polônia Grécia Rússia Turquia | Jetix Disney Junior Cartoon Network                                                                 |                                                                              |
| Israel                                                         | Hop                                                                                                 |                                                                              |
| Macedônia                                                      | Sitel Кanal C                                                                                       |                                                                              |

## Produção
LazyTown é filmado no idioma inglês, com pessoas e bonecos, e tem partes geradas em animação CGI. Stephanie, Sportacus, e Robbie Rotten são os únicos humanos no show. O resto dos personagens são fantoches, feitos pelo Neal Scanlan Studio e Wit Puppets. O show foi filmado e produzido no 380 Studios, um estúdio construído nos arredores de Reykjavík, equipado com instalações de produção HDTV high-end e uma das maiores telas verdes de chroma key do mundo. A área de produção é de 1.800 m². O orçamento para cada episódio era de aproximadamente setenta milhões de coroas islandesas (US$ 1 milhão), cerca de cinco vezes o custo médio de um programa de televisão para crianças à época, tornando-o "o show infantil mais caro do mundo" de acordo com Scheving.
Seus cenários virtuais foram gerados com uma estrutura baseada em XRGen3 para a primeira temporada, a partir da segunda é usado XRGen4 com Unreal Engine 3  criada por Raymond P. Le Gué  da ElectroGIG. De acordo com Le Gué, "Começamos com os atores ao vivo e os marionetes em um conjunto físico com uma tela verde atrás deles como pano de fundo. A tela verde é substituída em tempo real com os conjuntos criados no XRGen4 usando a UE3. Ao mover a câmera e os atores em torno do conjunto físico, a cena do pano de fundo também se move em tempo real em sincronia completa com os movimentos da câmera real. Tudo isso é gravado e o diretor pode assistir à composição resultante em tempo real".A terceira e quarta temporadas de LazyTown foram filmados como de costume na Islândia, mas os efeitos especiais foram criados nesta época por Turner Studios em Atlanta.

## Personagens

### Sportacus
- Português Europeu e Brasileiro: Sportacus
- Islandês: Íþróttaálfurinn

O protagonista do show, cujo nome provém do herói romano Espártaco. Ele fala Inglês e Islandês e vem de uma ilha no Mar do Norte e não come doces (somente se alimenta de doces saudáveis - alimentos que não contêm açúcar). Se os comer, qualquer que seja o doce à base de açúcar, perde as suas forças. Encoraja as crianças a tomarem decisões saudáveis, seguindo três regras simples: se exercitar, comer direito e se não dormir cedo perde completamente sua vontade de fazer coisas. Quando alguém precisa de ajuda, seu cristal que está em seu peito apita e ele vai correndo com seu dirigível para ver o que está acontecendo. Ele é interpretado por Magnús Scheving, o criador da série. Nas últimas temporadas, ele é Sportacus 10 pois ganha asas em forma de foguete em que está escrito o número 10.

### Stephanie
- Português Europeu: Estefânia
- Português Brasileiro: Stephanie
- Islandês: Solla Stirða

A personagem que inspira os cidadãos (e mais importante, as crianças) de LazyTown a sempre se manterem de cabeça erguida. Ela tem treze anos de idade e possui cabelo rosa, bem como todas as suas roupas e acessórios. Ela adora dançar e cantar, e sua grande paixão é a dança de balé. Ela veio à cidade visitar seu tio Milford Meanswell, prefeito de LazyTown. Ela foi interpretada por Julianna Rose Mauriello nas duas temporadas, nas últimas temporadas é substituída por Chloe Lang a partir da terceira temporada.

### Robbie Rotten
- Português Europeu: Robbie Reles
- Português Brasileiro: Robbie Rotten
- Islandês: Glanni Glæpur

O antagonista do show. Um verdadeiro "campeão da preguiça e da inatividade", ele está sempre tentando fazer com que as crianças comam alimentos nada saudáveis e tenta fazer com que Sportacus seja banido para sempre da cidade - ironicamente, tudo isso faz dele o personagem mais ativo e movimentado de toda LazyTown, mesmo que ele queira que tudo à sua volta viva sob o eterno domínio da inércia. Ele quer garantir que a cidade seja quieta e preguiçosa como era antes da chegada de Stephanie e Sportacus. Com a ajuda de inúmeros disfarces e alguns poderes mágicos (de origem desconhecida) que utiliza para seus fins malignos, ele constantemente cria todo tipo de planos e algumas vezes chega bem perto de seus objetivos escusos, mas Sportacus sempre encontra um meio de salvar o dia com a ajuda de Stephanie e seus amigos. Robbie declaradamente odeia Sportacus, que incrivelmente não o vê como um inimigo e até chega a tratá-lo como se fosse um amigo. Ele é interpretado por Stefán Karl Stefánsson. Ele utiliza um macacão azul escuro e coletes  roxo e azul listrados e sapatilhas com meias. Mora em uma instalação subterrânea ao lado de Lazy Town.

### Ziggy
- Português Europeu: Zico
- Português Brasileiro: Ziggy
- Islandês: Siggi Sæti

O personagem que ama comer doces. Após a chegada de Stephanie torna-se uma criança mais ativa, mas ainda ama os doces. Seu sonho é ser como Sportacus, por esse motivo ele se fantasia de super herói, apesar de ser preguiçoso as vezes. Ele veste uma camisa branca e azul com um grande “Z” no meio, a inicial de seu nome, com uma capa vermelha e azul. Mora em uma casa feita de doces.

### Stingy
- Português Europeu: Sovina
- Português Brasileiro: Stingy
- Islandês: Nenni Níski

Como seu nome deixa subtendido, um personagem ganancioso e possessivo. Costuma sempre dizer: "É meu!!!!" e tem até uma canção com essa frase. Apesar disso sempre acaba cedendo aos seus impulsos em favor da amizade por seus companheiros.  Ele veste uma camisa social listrada, com um colete e shorts amarelo e uma gravata borboleta vermelha, e possui uma casa localizada em cima de uma colina.

### Trixie
- Português Europeu: Ticha
- Português Europeu: Trixie
- Islandês: Halla Hrekkjusvín

A personagem encrenqueira. Melhor amiga de Stephanie e está sempre à procura de confusão. Tem personalidade forte e é bastante mandona, na qual compete pela "liderança" de seus amigos com o Stingy. Ela veste uma camisa branca de mangas longas vermelhas com o seu nome escrito. É uma das poucas personagens que não possui moradia revelada.

### Pixel
- Português Europeu e Brasileiro: Pixel
- Islandês: Goggi Mega

O personagem que é fanático com cabelo laranja por computadores, videogames e tudo o mais que for tecnológico. Assim como o prefeito Milford tem uma queda por Bessie Busybody, ele tem uma queda pela Stephanie. Demonstra isso claramente no primeiro episódio, quando, ao Stephanie entrar em seu quarto, larga o videogame e dá um grande suspiro olhando romanticamente para ela. Ele possui uma camisa com o seu nome escrito, uma calça azul, tênis pretos e uma antena e um fone de ouvido em sua cabeça. Mora em uma casa azul com uma antena parabólica enorme.

### Milford Meanswell
- Português Europeu: Melchior Boa Onda
- Português Brasileiro: Milford Meanswell
- Islandês: Bæjarstjórinn

É o prefeito da cidade, um senhor desastrado mas muito atencioso,  que tem uma queda por Bessie Busybody. Ele ama sua sobrinha Stephanie e chama Sportacus sempre que ele ou ela precisa de ajuda. Ele usa um terno amarelo com uma gravata bege e vermelha e sapatos sociais. Mora em uma casa amarela no meio da cidade, junto com sua sobrinha Stephanie.

### Bessie Busybody
- Português Europeu: Senhora Abelhuda Babi Francisca
- Português Brasileiro: Bessie Busybody
- Islandês: Stína Símalína

Sempre tenta ser maternal com as crianças, apesar de sua pose pomposa e elegante. Ama falar em seu telefone celular e é muito amiga do prefeito Millford. Ela usa um vestido vermelho e saltos azuis. Sua moradia não foi revelada.

## Recepção

### Audiência
A semana de estreia de LazyTown na Nickelodeon nos Estados Unidos foi a semana de estreia com maior audiência do canal em três anos. A transmissão do primeiro episódio, em agosto de 2005, atraiu três milhões de espectadores no total, ocupando o primeiro lugar no horário nobre da TV a cabo entre o público de faixa etária 2-5, 2-11 e 6-11 anos. O episódio obteve aumentos de dois dígitos em relação ao último episódio especial exibido no horário nobre de Nick Jr. que foi ao ar antes dele, que foi um episódio da série de maior audiência do canal, Dora the Explorer.

### Recepção pela crítica
Marilyn Moss, do The Hollywood Reporter, elogiou as intenções do programa de incentivar os exercícios físicos, chamando-o de "muito divertido para o conjunto muito jovem, para não mencionar educativo, talvez até de mudança de vida". Justin New do The Washington Times considerou LazyTown como "um excelente programa" e afirmou que admirava o personagem Sportacus. Joly Herman, da Common Sense Media, deu ao programa uma crítica mais mista, afirmando que as escolhas saudáveis dos personagens são "às vezes perdidas na natureza caótica do programa". Pete Vonder Haar, da Houston Press, chamou LazyTown de "praticamente o programa mais assustador da TV desde Twin Peaks", citando a mistura "desagradável" de live-action e fantoches.
O programa foi conhecido por seu apelo para várias faixas etárias. Em 2005, o Boston Globe afirmou que o programa "desencadeou um culto pelo estilo de vida saudável entre um certo público pré-escolar [e] tem um público adulto também". Lynne Heffley, do Los Angeles Times, afirmou que LazyTown "tem um apelo simplório, mesmo para os espectadores que não são mais 'júnior'".

## Spin-Offs

Ziggy ao lado de dançarinas no spin-off de LazyTown, LazyTown Extra.

### LazyTown Extra
É o primeiro spin-off extra que estreou em 15 de setembro de 2008 no Reino Unido, e foi exibido aos sábados e domingos no Discovery Kids desde a estreia no Brasil em 14 de novembro de 2009. Ele é um programa em que os personagens de Lazy Town, conversam com crianças, fazem brincadeiras e dá novas dicas sobre saúde, exercícios e alimentação. Foram produzidos 26 episódios de 11 minutos cada.

### Sprout's Super Sproutlet Show
Este segundo spin-off com a turma de Lazy Town é um programa interativo e educativo com uma duração de 2 horas, projetando para celebrar as reais rotinas pré-escolares, as rotinas familiares e as rotinas do estilo de vida. O bloco apresenta Sportacus e a co-organizada Bean (Chloe Lang), que era a mais nova personagem que sucederia Stefanny.
Esta série destaca a participação de Michelle Obama, mulher do ex-presidente Barack Obama. Super Sproutlet Show era exibido  nos Estados Unidos desde o dia 14 de Fevereiro de 2012 no canal Sprout (atual Universal Kids). A série ainda não foi exibida no Brasil.